# Xian de Meitan
Le xian de Meitan (湄潭县 ; pinyin : Méitán Xiàn) est un district administratif du centre de la province du Guizhou en Chine. Il est placé sous la juridiction de la ville-préfecture de Zunyi.

## Histoire
La Grande famine provoquée par le Grand Bond en avant entre 1958 et 1961 a été particulièrement grave dans le district : l'universitaire chinois Yang Jisheng indique qu'entre l'hiver 1959 et le printemps 1960 124 510 personnes sont mortes de faim, soit 20,6 % de la population. On y a enregistré 16 cas de meurtre pour cannibalisme et de nombreux cas sur des cadavres.

## Démographie
La population du district était de 440 758 habitants en 1999.